# واقف صادق‌اف
واقف صادق‌اف (انگلیسی: Vagif Sadygov؛ زادهٔ ۱ آوریل ۱۹۵۹) بازیکن فوتبال اهل اتحاد جماهیر شوروی سوسیالیستی است.
از باشگاه‌هایی که در آن بازی کرده‌است می‌توان به باشگاه فوتبال گویازان قزاق، باشگاه فوتبال زیمبرو کیشیناو، و باشگاه فوتبال نفتچی باکو اشاره کرد.